# Hiram Maxim
Sir Hiram Stevens Maxim, född 4 februari 1840 i Maine, död 24 november 1916 i London, var en amerikansk uppfinnare. Bland hans mest kända uppfinningar finns maximkulsprutan och inhalatorn. Han konstruerade också den första ljuddämparen för eldvapen och den typ av råttfälla som är vanligast idag.
Hiram Maxim började vid 14 års ålder arbeta som lärling och tillverkade vagnar. Så småningom fick han arbete på sin morbror Levi Stephens maskinverkstad i Fitchburg i Massachusetts. År 1881 utvandrade han till Storbritannien, 1899 blev han brittisk medborgare och 1901 adlades han av drottning Viktoria för sina insatser inom det vapentekniska området.

## Familj
Hiram Maxim gifte sig med sin första fru, Jane Budden, år 1867. De fick tre barn tillsammans varav deras äldste son Hiram Percy Maxim gick i faderns fotspår och blev uppfinnare. Han är dock mest känd som grundaren av världens största amatörradioförening American Radio Relay League.
År 1881 gifte han sig för andra gången med Sarah Hayes.

## Uppfinningar

### Maximkulsprutan
Maxims kulspruta blev en stor succé och konkurrerade under 1900-talets första decennium ut handdrivna kulsprutor konstruerade av Richard Gatling och Helge Palmcrantz. Under påtryckningar från sina respektive finansiärer slogs 1888 Maxims bolag samman med Thorsten Nordenfelts. Men redan 1890 tvingades Nordenfelt i konkurs och fick lämna bolaget. Efter att Maxims företag blivit uppköpt av Vickers 1897 blev hans konstruktion känd under namnet Vickers. Maxims konstruktion kopierades och förfinades av tyskarna i deras MG08. Maxims kulspruta användes således på båda sidor i första världskriget.

### Inhalatorn
Hiram Maxim led av bronkit och konstruerade därför en inhalator i fickformat och en större som han kallade ”fredspipan”. Hans påståenden om vilka åkommor som kunde botas eller lindras genom inhalering gjorde att han anklagades för kvacksalveri varvid han replikerade:
| ”                 | Det förefaller vara mycket aktningsvärt att uppfinna en dödsmaskin, men vanhedrande att uppfinna apparater för att lindra mänskligt lidande. | „ |
| – Sir Hiram Maxim | |   |

### Glödlampan
I en byggnad i New York installerade Hiram Maxim på 1870-talet den första elektriska belysningen. Han blev på grund av detta involverad i en långdragen patentkonflikt med Thomas Edison över patentet på glödlampan, en strid som Edison vann på grund av att Maxims patentansökan var felaktigt utformad.

### Flygmaskiner
Han designade också flygmaskiner, både helikoptrar och flygplan, men han hade problem med att hitta någon motor som var tillräckligt stark och lätt. Hans mest lyckade konstruktion var 44 meter lång, vägde 3,5 ton och drevs av två ångmaskiner på 360 hästkrafter vardera. Maskinen kunde lyfta från marken, men den tilläts aldrig att flyga fritt utan var fjättrad vid en 550 meter lång räls. Maxim insåg att även om maskinen kunde lyfta så var den inte aerodynamiskt stabil varför han slutligen lade ner arbetet på den.

### Åkattraktioner
För att finansiera sin forskning byggde han om en testrigg som använts för utveckling av flygmaskinerna till en åkattraktion. Attraktionen som liknade Kättingflygaren där passagerarna satt i små flygplansliknande gondoler och hade begränsad kontroll över åkturen med hjälp av roder. Möjligheten att styra gondolerna avvecklades snart eftersom det ansågs farligt. Maxim betraktade därefter attraktionerna som inget mer än glorifierade karuseller och drog sig ur. En av attraktionerna finns fortfarande i drift i Pleasure Beach Blackpool och är en av Europas äldsta.